# 松崎晴臣
松崎 晴臣（まつざき はるみ）は、日本の漫画家。
1986年、『FLY OF 翔』で第32回手塚賞佳作。1989年、『週刊少年サンデー増刊号』（小学館刊）誌上にて『青春タイブレーク!』を連載開始、翌年連載終了。1993年、『青春タイブレーク!』が、少年キャプテンコミックス（徳間書店刊）として単行本化。現在、活動状況は不明。
単行本最終巻の巻末で自身について、水泳では中学時代に県大会新記録を出し、高校時代にインターハイと国体に3年連続で出場したこと、兄がいること、地元が栃木県である（らしい）ことなどを明かしている。
| スタブアイコン | サブスタブ | この項目は、まだ閲覧者の調べものの参照としては役立たない、漫画家・漫画原作者に関連した書きかけの項目です。この項目を加筆・訂正などしてくださる協力者を求めています（P:漫画/PJ:漫画家）。 |